# Niko Price
Nicholas Gordon Price, född 29 september 1989 i Cape Coral, är en amerikansk MMA-utövare som sedan 2016 tävlar i organisationen Ultimate Fighting Championship.